# Предмјер
Предмјер (слч. Predmier) насељено је мјесто са административним статусом сеоске општине (слч. obec) у округу Битча, у Жилинском крају, Словачка Република.

## Становништво
| Година:    | 1994. | 2004.   | 2014.   | 2024.   |
| ---------- | ----- | ------- | ------- | ------- |
| Број људи: | 1335  | 1350    | 1364    | 1363    |
| Разлика:   |       | +1,12 % | +1,03 % | -0,07 % |

| Година:    | 2023. | 2024.   |
| ---------- | ----- | ------- |
| Број људи: | 1359  | 1363    |
| Разлика:   |       | +0,29 % |

Према подацима о броју становника из 2024. године насеље је имало 1363 становника.